# Marcel Angenot
Pour les articles homonymes, voir Angenot.
Marcel Angenot, né en 1879 à Malines et mort à Bruxelles en 1962, est un peintre, écrivain et journaliste belge.

## Biographie
Il a été, de 1949 à 1962, l'archiviste du musée Camille Lemonnier à Bruxelles dédié à l'illustre écrivain Camille Lemonnier. Il est l'auteur de plusieurs recueils de poèmes, comédies en vers, récits de voyage et essais.

## Publications
- Et voilà comment ! (comédie en 1 acte en vers), Paris, L. Vanier, 1902, 35 p.
- Baiser de reine (comédie en 1 acte en vers), Bruxelles, P. Lacomblez, 1906, 72 p.
- Le Souffleur de bulles (poèmes), Bruxelles, P. Lacomblez, 1908, 223 p.
- Vers le Sphinx – en passant par Vienne, Schoenbrunn, Budapest, Belgrade, Bucarest, Constantza, Constantinople, Smyrne, Athènes, Le Caire, les Pyramides, Le Sphinx, Memphis, Messines, Bruxelles, Vromant et Cie, 1911, 140 p.
- À propos d'un pamphlet, Bruxelles, Vromant et Cie, 1911, 15 p.
- Les Poèmes inutiles, Paris, Figuière, 1914, 88 p.
- Les Litanies des petits Belges, Bruxelles, La Belle Édition, 1919
- La Flûte inégale, Bruxelles, Edition Médicis, 1922, 55 p.
- Malines (poèmes), Bruxelles, Paris, Courtrai, La Nervie (no VII), juillet 1929, 36 p.

## Famille
Il est le père de l'analyste du discours Marc Angenot et le grand-père d’Olivier Angenot, de l'égyptologue Valérie Angenot et de l’avocate Maya Angenot.